# Julio César Montané
Julio César Montané (4 de octubre de 1927, Valparaíso - 26 de diciembre de 2013, Hermosillo) fue un arqueólogo chileno. Miembro de la Sociedad de Antropología e Historia. Fue precursor de la arqueología en Chile e innovador de la práctica arqueológica moderna al introducir planteamientos teóricos derivados de diferentes escuelas antropológicas, basados en rigores cronológicos y sistematizó los registros contextuales. Fue fundador de la Sociedad Chilena de Arqueología.

## Trayectoria
Al comienzo de su carrera realizó una investigación importante sobre los primeros asentamientos humanos en Cahuil en 1951. 
Posteriormente trabajó en el Museo de La Serena y en el Museo Nacional de Historia Natural (donde fue Jefe del Área de Antropología) desde 1960 a 1973 donde amplió sus investigaciones de la región central de Chile. En la década de 1970, después del golpe militar en Chile, fue invitado a trabajar en nuestro país por el antropólogo Guillermo Bonfil Batalla, entonces director del INAH. Después de una breve temporada en la Ciudad de México, en 1975 decidió trasladarse (junto con su esposa, la pintora Helga Krebbs) a la ciudad de Hermosillo para integrase como investigador al Centro Regional del Noroeste en Sonora, donde comenzó a realizar estudios arqueológicos. Derivado de sus exploraciones en varios municipios de la entidad sonorense, nos legó diversas colecciones arqueológicas, entre las que destacan: Opodepe, Mazatán, Hermosillo y Guaymas. La más numerosa de estas colecciones corresponde al Proyecto Río Zanjón, que desarrolló entre 1977 y 1980. En conjunto, este acervo arqueológico constituye un “documento” tangible de sus intereses académicos, centrados en los grupos cazadores recolectores de las etapas más tempranas de ocupación en el Noroeste de México, periodos Paleoindio y Arcaico. En la búsqueda de estas evidencias realizó muestreos y excavaciones en las extensas planicies de Sonora central, ampliando el abanico de evidencias del trabajo en estas sociedades, buscando establecer correlaciones entre diversas localidades arqueológicas tempranas de esta vasta región de planicie costera e intrincadas serranías, incluyendo la cuenca baja del río Sonora y la del río Mátape.
El acervo material de Julio Montané incluye una amplia variedad de diagnósticos de la industria de la piedra tallada, muestras de fauna del Pleistoceno, minerales y materias primas líticas asociadas a los campamentos estudiados. También algunos materiales históricos, entre los que destacan dos vasijas completas del tipo San Miguel provenientes de la Sierra Libre. 
Avatares de las políticas académicas provocaron su incursión en otras áreas del saber, así fue como a finales de la década de 1980 dirigió sus investigaciones hacia estudios regionales en la historia novohispana de Sonora, disciplina en que su producción también ha sido prolífica, publicando 14 libros y presentado más de 70 ponencias como asiduo participante en el Simposio de Historia y Antropología de la Universidad de Sonora, en el simposio organizado por la Sociedad Sonorense de Historia, y otros foros nacionales e internacionales. Dedicando gran parte de su vida al noroeste de México, editando varias obras de gran importancia, entre sus investigaciones destaca el Atlas de Sonora, donde hace una recopilación de los distintos mapas históricos de la región noroeste. También tuvo una importante participación en el guion científico para la creación del Museo de Sonora, inaugurado en 1985. Otro de sus importantes aportes a la historia regional corresponde a su edición crítica de obras de gran importancia, como el Diario de Álvar Núñez Cabeza de Vaca, las Exploraciones de Francisco de Ulloa y de Hernando de Alarcón, fray Marcos de Niza y Pedro Font, entre otras. También es autor del “Diccionario Enciclopédico de Sonora” (sin editarse aún), y en los últimos años de su vida estuvo realizando un proyecto de investigación que denominó “Historia de la Mujer en Sonora. De la prehistoria a la época actual”. 
Tuvo una gran labor docente en la Escuela Nacional de Antropología e Historia, a mediados de la década de 1970, y en el Departamento de Sociología de la Universidad de Sonora. Fue miembro de la Sociedad Sonorense de Historia. En noviembre del 2013 la Universidad de Chile y la Academia de Antropología le rindieron un homenaje a su labor en su país natal Por su entrega, y por su gran legado, el 27 de diciembre de 2013 el Instituto Nacional de Antropología e Historia, a través del Centro inah Sonora, le rindió un merecido tributo de cuerpo presente en el edificio de la Antigua Penitenciaría de Sonora, con la asistencia de la comunidad académica y cultural sonorense.

## Obra

### Publicaciones
Es autor de: Marxismo y arqueología (1980), Atlas de Sonora (1993), Por los senderos de la quimera: el viaje de Fray Marcos de Niza (1995), Intriga en la corte (1997), Viaje por Sonora. Alphonse Louis Pinart (1998), Diccionario para la lectura de textos coloniales en México (1998), El mito conquistado: Álvar Núñez Cabeza de Vaca (1999), La expulsión de los Jesuitas de Sonora (1999), y un Diccionario Enciclopédico de Sonora (inédito).